# 오토 바이닝거
오토 바이닝거(독일어: Otto Weininger, 1880년 4월 3일 ~ 1903년 10월 4일)는 오스트리아의 철학자였다. 1880년 오스트리아-헝가리 제국령이던 빈의 유대인 가정에서 태어난 그는 1902년 빈 대학을 졸업하고, 다음해에 졸업 논문을 발전시킨 《성과 성격》 (Geschlecht und Charakter)을 발표하여 일약 유명 사상가로 떠올랐다. 그러나 곧 이탈리아를 여행하고 돌아와서 23살의 나이에 베토벤이 죽은 집에서 자살하였다.

## 성과 성격
책은 플라톤, 칸트, 기독교를 사상적 배경으로 한 철학적 심리학의 견지에서 주로 여성 문제를 다룬 것으로, 여성부정(女性否定)의 표현이 도처에 보이나 그 자신은, 알 만한 사람은 긍정(肯定)하지 않을 수 없을 것이라고 주장하였다.
바이닝거는 어떤 사람이든 여성성과 남성성을 모두 가질 수 있음을 통찰하며, 이 '성격'적 의미에서 성이라는 구분을 상세히 탐구하고자 한다. 그는 남성성의 성격(본질)은 능동적이고 윤리-논리적인데 반해 여성성의 성격은 수동적이고 비윤리-비논리적이라며, 이에 따라 여성은 본질적으로 성적인 기능에 종속되는 반면 남성은 성에서 벗어난 추상적인 사랑, 곧 신을 내면에서 찾아 분투하는 성격과 의무가 있다고 결론짓는다. 그가 남성성과 연관지어 설명하는 개념은 천재성에 관한 것으로, 그는 천재란 특정 분야에 국한되는 것이 아닌 보편적인 것이며, 사실 모든 사람의 내면에는 어느 정도의 천재성이 있다고 보았다.
다른 장에서 그는 유대인의 성질('유대성')에 관하여 분석한다. 그는 유대성이 여성성과 완전히 섞여 있다며 "가장 남성적인 유대인은 가장 덜 남성적인 아리아인보다 덜 남성적이다"라고 표현한다. 여성성과 남성성을 대립시키듯 그는 유대성과 기독교성을 대립시키며, 유대성에는 영혼의 관념이나 선악의 구분이 없고 뿌리깊이 물질주의적이라고 주장했다. 또한 그는 현대의 시대정신에 관해 "그 어느 때보다 여성적인 시대"라며 퇴폐성을 비판했다.
한편 그에 따르면 남자 동성애자 또한 심리적으로 여성형이기에 그가 말하는 '여성'에 해당하는데, 아이러니하게도 그 자신은, 스스로도 강하게 의식했듯, 동성애자이자 유대인이었다. 이는 그가 자살에 이른 이유와도 무관하지 않다고 여겨진다.

## 평가
철학자 루트비히 비트겐슈타인은 학창시절 그의 저서를 접하고 깊이 빠져들었으며, 이후로도 바이닝거를 "위대한 천재"라고 묘사하고는 했다.
이후 나치 정권에서는 유대인에 관한 그의 부정적 표현을 떼어 프로파간다에 이용하기도 했다. 특히 히틀러의 정신적 스승이었다고도 여겨지는 디트리히 에카르트가 오토 바이닝거의 글을 높이 평가하여 단 한 명의 좋은 유대인으로 바이닝거를 뽑았다고 전해진다. 실제로 일부 학자들은 그를 "자기혐오적 유대인"으로 평가한다.